# NGC 7525/2
NGC 7525/2 је спирална галаксија у сазвежђу Пегаз која се налази на NGC листи објеката дубоког неба.
Деклинација објекта је + 14° 1' 27" а ректасцензија 23h 13m 40,2s. Привидна величина (магнитуда) објекта NGC 7525 износи 15,4 а фотографска магнитуда 16,2. NGC 75252 је још познат и под ознакама MK 316, CGCG 431-19, PGC 70731.